# Zameczek (powiat piski)
Zameczek – kolonia w Polsce, w sołectwie Wojnowo, położona w województwie warmińsko-mazurskim, w powiecie piskim, w gminie Ruciane-Nida na zachodnim brzegu Krutyni, koło Wojnowa i Ukty. Założona przez rosyjskich starowierców. Odkryto tutaj galindzkie cmentarzysko ciałopalne z urnami i zbrojami.
W latach 1975–1998 miejscowość należała administracyjnie do województwa suwalskiego.